# 哈姆巴赫集會

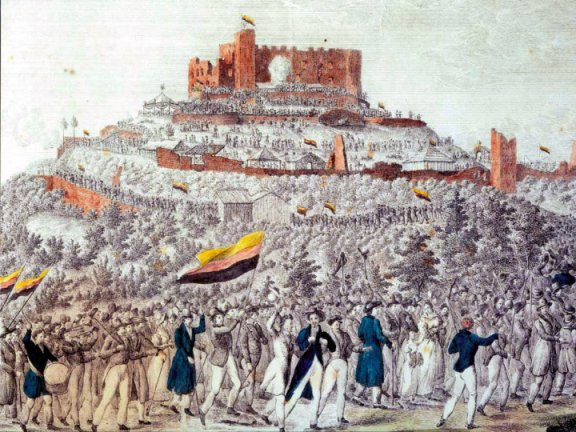
哈姆巴赫城堡的集會。遊行所使用的旗幟後來變成德國國旗，但顏色以不同的順序排列

哈姆巴赫集會（德語：Hambacher Fest）是於1832年5月27日至5月30日在德國萊茵蘭-普法爾茨葡萄酒之路旁諾伊施塔特附近的哈姆巴赫城堡舉行的慶祝活動。該活動被偽裝成一個非政治性的縣級集市，實則是一次大規模的民主遊行活動。這是在前三月時代支持德國統一、自由和民主的主要公共示威活動之一。

## 外部連結
- Johann August Wirth at the Hambach Festival (May 1832) （页面存档备份，存于）